# Edmund Wasilewski

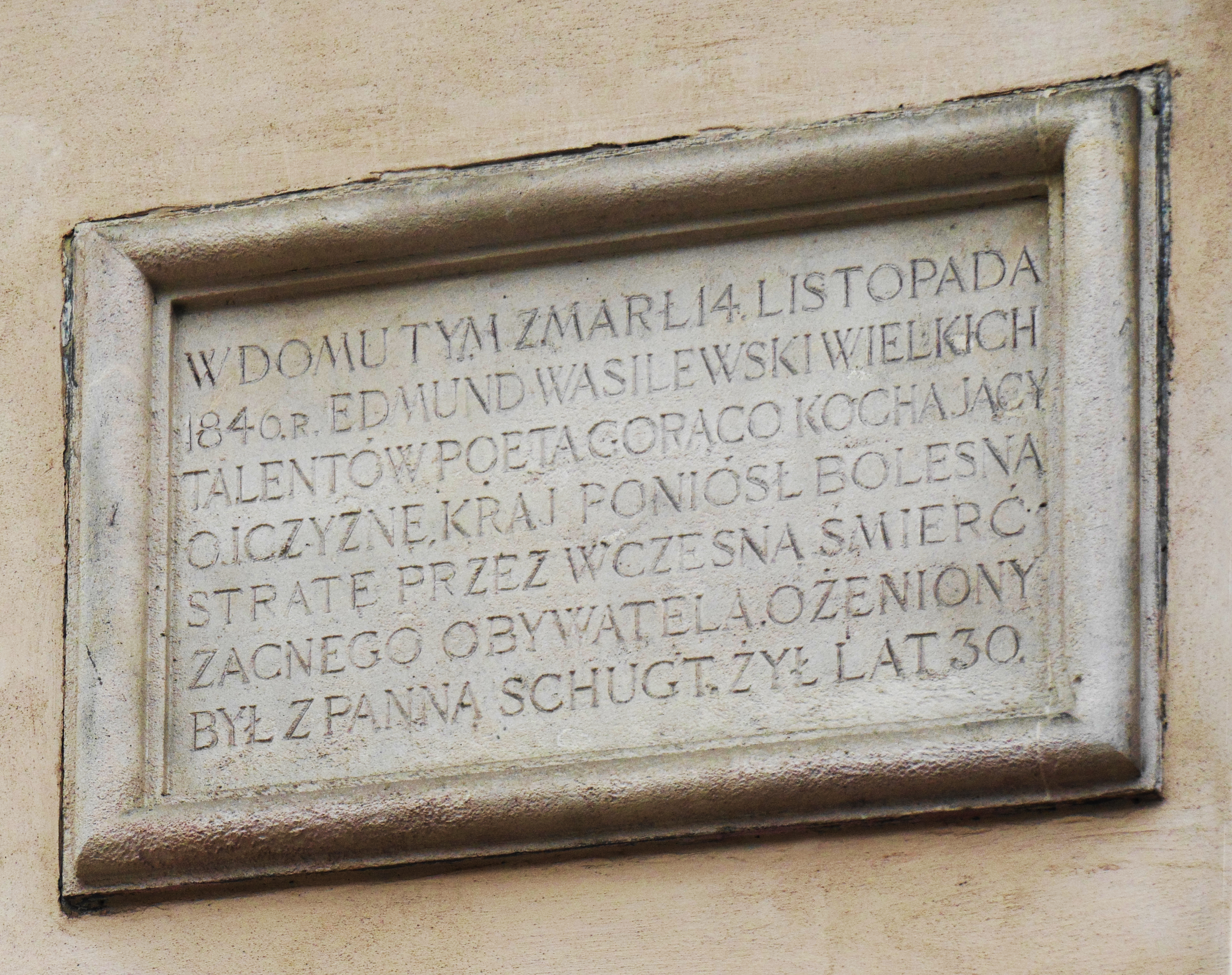
Tablica pamiątkowa na ścianie kamienicy w której mieszkał Edmund Wasilewski

Edmund Wasilewski (ur. 16 listopada 1814 w Rogoźnie w Lubelskiem, zm. 14 listopada 1846 w Krakowie) – polski poeta, nauczyciel, piewca Krakowa. Znany jako poeta Wolnego Miasta Krakowa, uznawany za najwybitniejszego krakowskiego poetę przed Stanisławem Wyspiańskim.

## Życiorys
Edmund Wasilewski był synem zubożałego szlachcica. Od lat dziecięcych związany z Krakowem, gdzie mieszkał od 1815 roku. Skończył trzy klasy Gimnazjum św. Anny. Wcześnie rozpoczął pracę zarobkową jako bibliotekarz u margrabiów Wielopolskich w pałacu w Książu Wielkim. W latach późniejszych był prywatnym nauczycielem w różnych krakowskich domach. Pod koniec życia mieszkał na Placu Dominikańskim 6. Był członkiem Stowarzyszenia Ludu Polskiego.
Edmund Wasilewski został pochowany na cmentarzu Rakowickim (pas 12, rząd wsch.). W 1860 roku na jego grobie odsłonięto pierwszy na krakowskim cmentarzu pomnik wzniesiony ze składek. Zaprojektował go Feliks Księżarski, wykonał Edward Stehlik.

## Twórczość
Cała jego twórczość ściśle dotyczy miasta Krakowa. Swoje wiersze z elementami folkloru oraz akcentami patriotycznymi i rewolucyjnymi publikował od 1837 roku w „Tygodniku Literackim” i innych krakowskich czasopismach. W 1840 sławę przyniósł mu poemat Krakowiaki złożony z luźno powiązanych fragmentów w postaci przyśpiewek ludowych związanych z Krakowem oraz podania o Lajkoniku. Utwór uznawany jest za jedną z najwybitniejszych XIX-wiecznych stylizacji ludowych. Poemat został opublikowany w „Tygodniku Literackim”. Z Krakowem, a zwłaszcza Wawelem, związane były też jego utwory Katedra na Wawelu (1841) i Dzwon Wawelski (1841).
Do wielu utworów Edmunda Wasilewskiego muzykę skomponował Stanisław Moniuszko i pieśni te zyskały popularność ze względu na patriotyczny charakter m.in.Pieśń żeglarzów, Hymn orłów, Krakowiaczek. Był także autorem utworów satyrycznych opisujących ówczesne stosunki w Krakowie m.in. Visum et repertum zmarłej Rzplitej Krakowskiej r. 1839, krążącej w odpisach.

## Upamiętnienie
- Na ścianie domu, w którym zmarł, przy placu Dominikańskim, znajduje się pamiątkowa tablica
- Jedna z ulic w Dębnikach nosi jego imię.

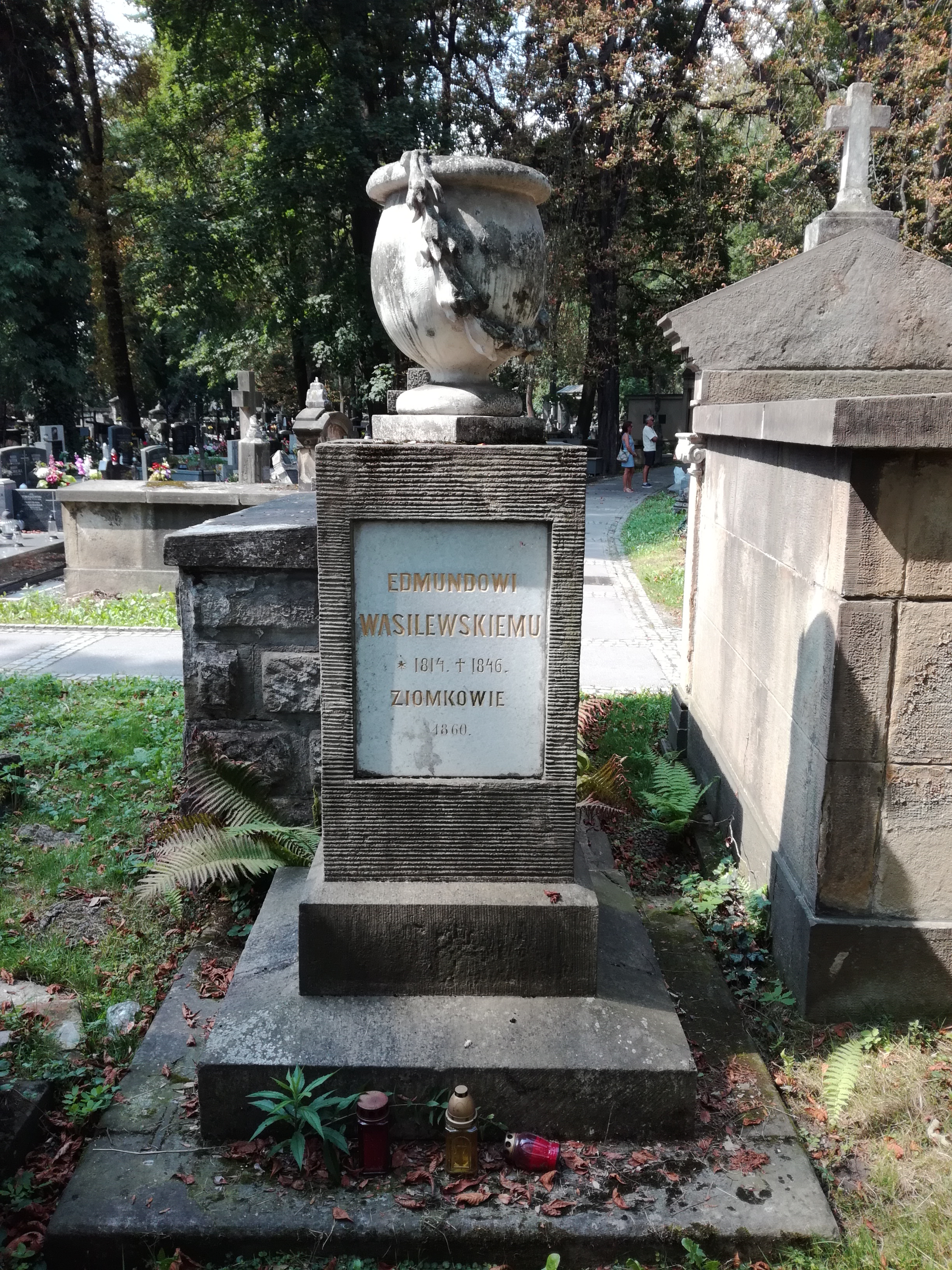
Grób Edmunda Wasilewskiego na cmentarzu Rakowickim